# Felix Loch
Felix Loch, född 24 juli 1989 i Sonneberg i dåvarande Östtyskland, är en tysk rodelåkare. Vid de olympiska vinterspelen 2010 i Vancouver vann han herrarnas singeltävling.
Tidigare meriter är fyra guldmedaljer vid världsmästerskap i rodel (2 medaljer 2008, 2 medaljer 2009) och två guldmedaljer vid juniorvärldsmästerskapen 2006.